# Opis
Opis (Akkadisch Upî of Upija/Upiya; Oudgrieks: Ὦπις) was een oude stad in het Nabije Oosten bij de Tigris, niet ver van het huidige Bagdad. De gelijkwaardigheid van Opis en Upi wordt anno 2020 aangenomen, maar is nog niet bewezen. In het begin werd gedacht dat het ideogram voor Upi zou kunnen verwijzen naar Kesh of Akshak. De locatie is nog niet met zekerheid bekend, hoewel de heuvel Tall al-Mujailāt is gesuggereerd. Die plaats is echter ook gesuggereerd als de locatie van de oude stad Akshak.

## Locatie
Akkadische en Griekse teksten geven aan dat het aan de oostkant van de Tigris lag, in de buurt van de rivier Diyala. De precieze locatie van de stad is lange tijd onzeker geweest, hoewel op een gegeven moment gedacht werd dat het in de buurt van of onder de stad Seleucia lag. De plaats Tel Abir werd ook gesuggereerd als de locatie van Opis.
Verschillende teksten suggereren dat Upi in hetzelfde gebied ligt als de stad Akkad, ook niet gelokaliseerd, en in het gebied tussen Sippar en Eshnunna.

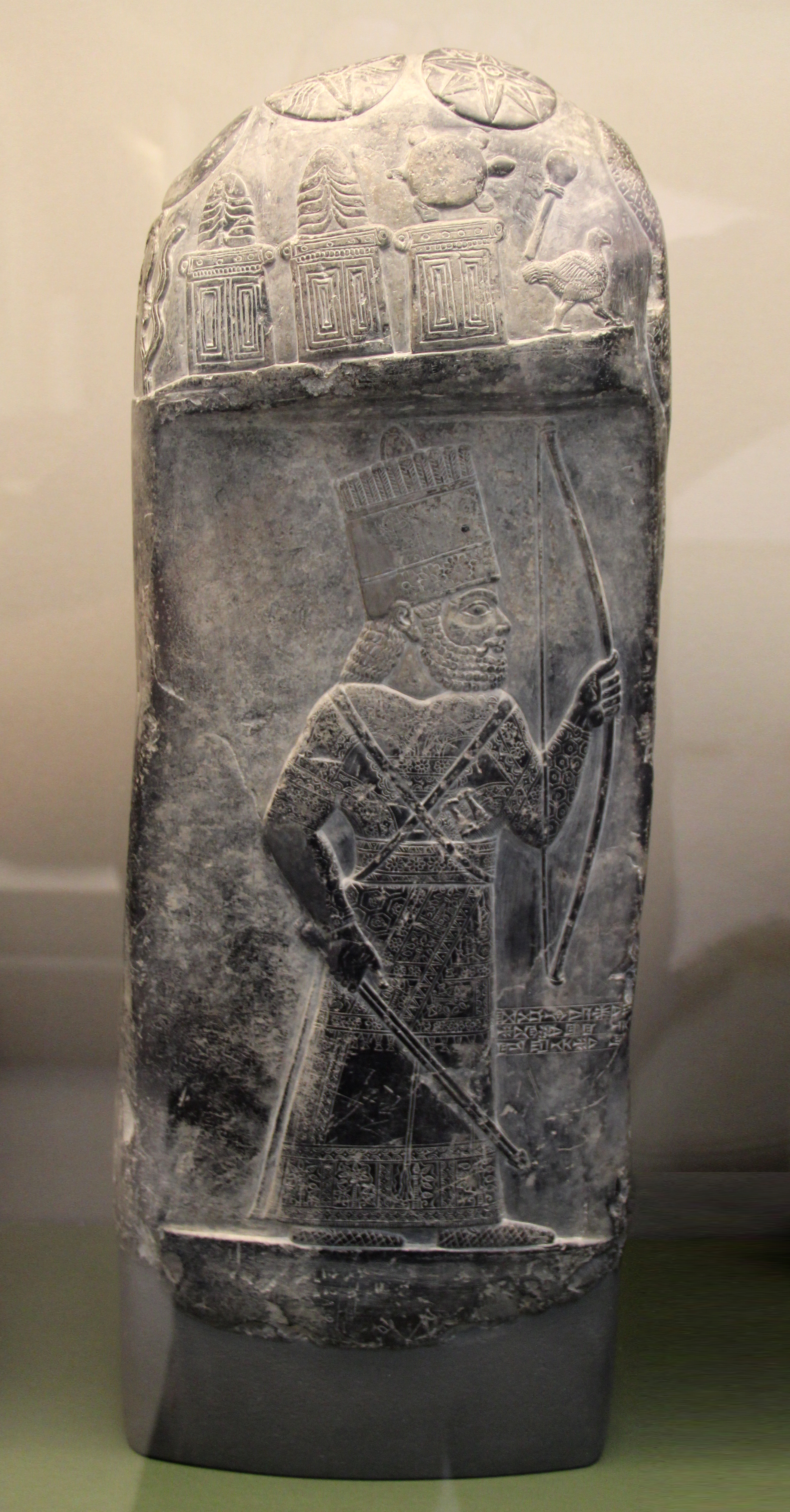
Een vergelijkbare Kudurru van Marduk-nadin-ahhe

Recente geografische onderzoeken van het oude Mesopotamië identificeren Opis voorlopig met de heuvel genaamd Tall al-Mujailāt (ook Tulūl al-Mujaili` of Tulūl Mujaili` of el-Mjel'aat), 20 mijl ten zuidoosten van de moderne stad Bagdad, 15 kilometer ten noorden van het oude Ctesiphon en 47 mijl ten noordoosten van het oude Babylon. De site heeft een oppervlakte van 500 meter bij 200 meter met een maximale hoogte van 6,5 meter boven de vlakte. Oppervlaktemateriaal toonde bewoning uit de vroeg-dynastieke tot en met de neobabylonische perioden. 
Een Kudurru gedateerd op het 13e jaar van de Tweede Dynastie van Isin-heerser Marduk-nadin-ahhe (ca. 1095-1078 v.Chr.) werd gevonden in Tulūl al-Mujaili`. Het werd opgenomen bij “de stad Opis”. Het land in kwestie maakte deel uit van de stad Dur-Sharrkin “Vesting van Sargon” (locatie onbekend). Niet te verwarren met het veel latere Neo-Assyrische fort. 

## Geschiedenis
Een tekst uit jaar 8 van de Derde dynastie van Ur-heerser Shu-Sin (ca. 2037-2028 v. Chr.) beschrijft een reis van 22 vrouwen van Eshnunna naar Nippur en terug via Upi waarbij het Upi/Nippur traject in beide richtingen volledig over water ging.
Een jaarnaam van de Oud Babylonische heerser Apil-Sin (ca. 1767 tot 1749 v.Chr.) luidde “Jaar Apil-Sin bouwde (de stadsmuur van) Upi” (mu u2-pi2-eki a-pil-den.zu ba-du3).
Vroeg in de regeerperiode van Hammurabi (ca. 1795-1750 v. Chr.), de kleinzoon van Apil-Sin, na een conflict tussen Babylon, Mari, Eshnunna en Elam, kreeg Hamurabi de controle over het Upi-gebied. Een tekst uit Mari toonde diplomatie over de verdeling van dat gebied:

Als hij Mankisum, Upi, Shahadunu en de oevers van de rivier de Tigris drie dubbele mijl ten zuiden van Upi - dat is de grens die mijn grootvader Apil-Sin heeft vastgesteld - vrijgeeft, dan zal ik vrede met hem sluiten. Anders, als ik Mankisum moet vrijlaten, zou hij mij moeten terugbetalen (voor) mijn inspanningen die ik deed tegen de Sukkal van Elam voor Mankisum. (Alleen) dan mag hij Mankisum innemen en ik (zal) Upi, Shahadunu en drie dubbele mijlen ten zuiden van Upi (langs) de oevers van de rivier de Tigris innemen.

Uit een tekst is bekend dat de Kassitische heerser Burnaburiash II (ca. 1359-1333 v.Chr.) audiëntie hield in Upi.
Een Kudurru uit de regering van Adad-apla-iddina (ca. 1064-1043) opgegraven in Assur is gedateerd in Opis.
In een van de annalen van de Neo-Assyrische heerser Sennacherib (705-681 v. Chr.) staat:

... Ik gaf bevelen aan de zeelieden van de steden Tyrus (en) Sidon, (en) het land Ionië, die ik veroverd had. Zij (mijn troepen) lieten (de matrozen) met hen de rivier de Tigris afvaren, stroomafwaarts naar de stad Opis. Daarna tilden ze (de boten) vanuit de stad Opis op het droge en sleepten ze op rollen naar Sippar en leidden ze het Arahtu-kanaal in...

Nabije Oosten 540 voor Christus

De Neo-Babyloniërs groeven het Nār-Šarri (later Nār-Nabû-kudurrī-uṣur) kanaal tussen de Eufraat en de Tigris, dat eindigde bij Opis. De Neobabylonische koning Nebukadnezar II (605-562 v.Chr.) bouwde een lange muur tussen de twee rivieren ter bescherming tegen een mogelijke  invasie van de Meden. De versterkte linie begon bij Sippar en liep verder oostwaarts voorbij de Tigris en eindigde bij Opis.[19] In Nebukadnessar II jaar 40, 565 v.Chr., werd in Opis een spijkerschrift document geschreven door een Judeese handelaar, de eerste attestatie van een Judeese handelaar in Babylonië.
In oktober 539 v.Chr. verdedigden de troepen van de Babylonische koning Nabonidus (556-539 v.Chr.) Opis tegen de Perzen onder bevel van Cyrus de Grote (559-530 v.Chr.). De Babyloniërs werden verslagen en de inheemse bevolking kwam in opstand tegen de regering. Zonder verdere gevechten veroverde Cyrus Babylon. Opis lag vlakbij de Perzische koninklijke weg, die de voormalige Elamitische hoofdstad Susa verbond met het Assyrische hartgebied rond Erbil en, verder naar het westen, de Lydische hoofdstad Sardis. Het is bekend dat de stad in de tijd van Nabonidus een Šangû-Upia (“Hogepriester-stad”) had.
In september 331 v.Chr. versloeg de Macedonische koning Alexander de Grote (336-323 v.Chr.) Darius III van Perzië (336-330 v.Chr.) in de Slag bij Gaugamela en nam hij Opis waarschijnlijk in bezit rond dezelfde tijd als Babylon. Een paar jaar later werd Alexander door een muiterij bij de rivier de Hyphasis (nu Beas) gedwongen om terug te keren van de lange veldtocht in India, en zijn Europese troepen kwamen opnieuw in Opis in opstand (herfst 324 v.Chr.). In een poging om een blijvende harmonie tussen zijn Macedonische en Perzische onderdanen tot stand te brengen, legde hij een eed van eenheid af ten overstaan van 9.000 Perzische en Griekse troepen in Opis. In dezelfde geest was hij getrouwd met Stateira (de dochter van Darius) en vierde hij een massahuwelijk van zijn hoge officieren met Perzische en andere Oosterse edelvrouwen in Susa vlak voordat hij naar Opis kwam.
Seleucus I Nicator (306-281 v.Chr.), een van de Diadochi (opvolgers) van Alexander, stichtte het Seleucidische Rijk en bouwde zijn Mesopotamische hoofdstad Seleukeia ten westen van de rivier de Tigris, ongeveer 12 mijl (19 km) ten zuidwesten van Opis. De Hellenistische stad Seleukeia overschaduwde al snel oudere Mesopotamische centra in de regio zoals Babylon, Sippar en Opis.
In de 2e eeuw voor Christus veroverde het Parthische Rijk de oostelijke provincies van het Seleucidische Rijk, waaronder Seleukeia en Opis. Beide steden werden op hun beurt grotendeels overschaduwd door de opkomst van de nieuwe Parthische (en vervolgens Perzische) hoofdstad Ktesiphon in de buurt, tussen Seleukeia en Opis in.